# Malou

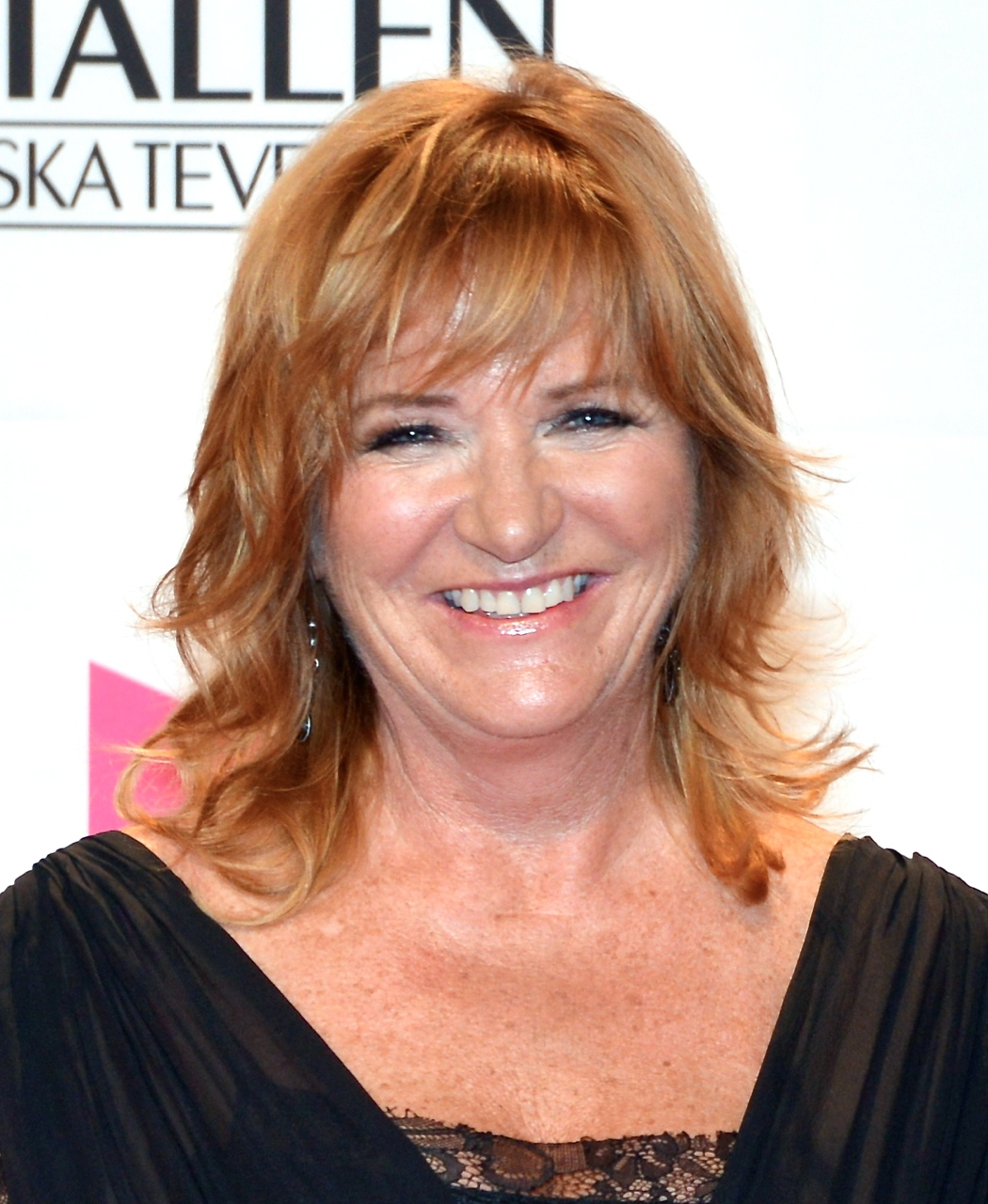
Malou von Sivers, 2013.

Malou är ett kvinnonamn, som kan vara en smekform av Marie-Louise.
I Sverige fanns  31 december 2008 795 personer med namnet Malou.

## Kända personer vid namn Malou
- Malou Berg, svensk artist och låtskrivare
- Malou Fredén, svensk barnskådespelare
- Malou Hallström, svensk TV-profil och skådespelare
- Malou Hansson, svensk Fröken Sverige-vinnare
- Malou Höjer, fransk-svensk översättare och byrådirektör.
- Malou von Sivers, svensk journalist och programledare